# Nueva Italia, Veracruz
Nueva Italia är en ort i Mexiko.   Den ligger i kommunen Martínez de la Torre och delstaten Veracruz, i den sydöstra delen av landet, 230 km öster om huvudstaden Mexico City. Nueva Italia ligger 66 meter över havet och antalet invånare är 179.
Terrängen runt Nueva Italia är platt. Runt Nueva Italia är det ganska tätbefolkat, med 230 invånare per kvadratkilometer. Närmaste större samhälle är Martínez de la Torre, 15,1 km söder om Nueva Italia. Omgivningarna runt Nueva Italia är en mosaik av jordbruksmark och naturlig växtlighet.